# Захаркин, Игорь Владимирович
Игорь Владимирович Захаркин (род. 16 марта 1958, Брянск) — профессор кафедры теории и методики хоккея, заведующий кафедрой хоккея РГУФК, бывший старший тренер сборной России по хоккею. Заслуженный тренер России.

## Биография
В хоккей начал играть в городе Конаково в 10 лет под началом тренера Михаила Андреевича Денеша. В 14 лет попал в ЦСКА к тренеру Юрию Александровичу Чабарину. Окончил хоккейную школу армейцев. Играл в ЦСКА, в юниорской команде.
В 1979 году с отличием окончил Московский государственный центральный институт физической культуры. В составе институтской команды выиграл несколько чемпионатов страны среди студентов. Получил разряд «Кандидат в мастера спорта». Окончил аспирантуру при ВНИИФК и защитил кандидатскую диссертацию, кандидат педагогических наук.
Решением Совета депутатов Конаковского района Тверской области от 25.09.2008 № 353 ему присвоено звание "Почётный гражданин Конаковского района".

## Карьера
- 1981—1986 — руководитель комплексной научной группы СКА (Ленинград);
- 1986—1988 — тренер по научно-методическому обеспечению ЦСКА.
- 1989—1991 — старший преподаватель кафедры хоккея при Академии Физической Культуры (ГЦОЛИФК).
- 1991—1993 — руководитель научно-методического отделения Федерации хоккея России (работал с главной сборной России, был на тренерской скамейке во время чемпионата мира 1993 года).
- 2008—2010 — заведующий кафедрой Теории и методики хоккея Российского государственного университета физической культуры, спорта и туризма (РГУФКСиТ)

## Тренерская карьера
- 1995/1996-1996/1997 — главный тренер «Худиксвалл» (Швеция, 2-й дивизион); (нет оф. данных)
- 1999/2000 — главный тренер «ИФК Мункфорс» (Швеция, 1-й дивизион); (нет оф. данных)
- 2001/2002-2003/2004 главный тренер «Хедемура» Швеция, 1-й дивизион) (нет оф. данных)
- 2004—2009 — тренер ЦСКА.
- 11 августа 2006 — 26 мая 2011 тренер сборной России.
- 2009 — 2011 — старший тренер ХК «Салават Юлаев» (Уфа).
- 2012 г.— 2014 г. —  главный тренер сборной Польши.
- 2014 г.— 2015 г. — старший тренер ХК «СКА» (Санкт-Петербург).
- 2015 г. — 01.10.2015 — тренер-координатор ХК «Салават Юлаев».
- 01.10.2015 г. — 07.10.2015 г. — исполняющий обязанности главного тренера ХК «Салават Юлаев».
- 07.10.2015 г. — 03.03.2017 г. — главный тренер ХК  «Салават Юлаев».
- с 28.03.2017 г. — 28.09.2017 г. — главный тренер ХК «Югра».

С 2004 по 2015 годы Захаркин работал под руководством Вячеслава Быкова (за исключением сборной Польши).

## Достижения

### Старший тренер
Сборная России по хоккею с шайбой
- Чемпион мира по хоккею с шайбой 2008
- Чемпион мира по хоккею с шайбой 2009

 Салават Юлаев (Уфа)
- Обладатель Кубка Гагарина :2010/2011

 СКА (Санкт-Петербург)
- Обладатель Кубка Гагарина : 2014/2015

### Статистика (главный тренер)
Последнее обновление : 07 апреля 2017 года
| Команда       | Турнир-сезон | Регулярный сезон | Регулярный сезон | Регулярный сезон | Регулярный сезон | Регулярный сезон | Регулярный сезон | Регулярный сезон | Регулярный сезон | Плей-офф | Плей-офф | Плей-офф          |
| Команда       | Турнир-сезон | И                | В                | ВО/ВБ            | ПО/ПБ            | П                | О                | О%               | Результат        | В        | П        | Результат         |
| ------------- | ------------ | ---------------- | ---------------- | ---------------- | ---------------- | ---------------- | ---------------- | ---------------- | ---------------- | -------- | -------- | ----------------- |
| Салават Юлаев | КХЛ 2015-16  | 46               | 25               | 3                | 4                | 14               | 85               | 61,6%            | 4-е на Востоке   | 9        | 10       | Финал Конференции |
| Салават Юлаев | КХЛ 2016-17  | 60               | 21               | 6                | 13               | 20               | 88               | 48,9%            | 6-е на Востоке   | 1        | 4        | 1/8 финала        |
| Итого в КХЛ   | Итого в КХЛ  | 106              | 46               | 9                | 17               | 34               | 173              | 54,4%            |                  | 10       | 14       |                   |

## Награды
- Орден Почёта (30 июня 2009 года) — за большой вклад в победу национальной сборной команды России по хоккею на чемпионатах мира в 2008 и 2009 годах[1]